# Hendrikus Berkhof

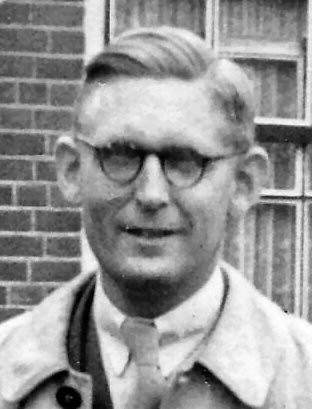
Hendrikus Berkhof

Hendrikus Berkhof (Appeltern, 11 juni 1914 - Leiderdorp, 17 december 1995) was een Nederlands predikant en theoloog die grote invloed heeft gehad op het theologisch denken in Nederland en daarbuiten, bijvoorbeeld in de Wereldraad van Kerken.
Het opmerkelijke van de persoon van Berkhof is dat hij zowel met uiterst vrijzinnige theologen alsook met zeer behoudende theologen in debat ging. Hij sprak op de grote demonstratie tegen kernwapens in december 1979. Hij was echter ook in dialoog met de bevindelijke gereformeerde predikant ds. Gijs Boer en de orthodoxe theoloog Cornelis Graafland. Berkhof wisselde van gedachten met mensen van uiterst progressieve tot uiterst orthodoxe signatuur. Hij moedigde mensen van allerlei signatuur aan om kritisch te reflecteren op zijn werk. Ook hield hij zich heel indringend bezig met de consequenties van het Evangelie voor het geheel van de samenleving.
In het Biografisch Lexicon merkt E.P. Meijering op: Berkhof is ongetwijfeld een van de meest invloedrijke en in het buitenland bekende Nederlandse theologen van de 20e eeuw.
Berkhof was hervormd predikant van Lemele (1938-1944) en Zeist (1944-1950). Vanaf 1945 was hij hoofddocent van het Theologische Seminarium Kerk en Wereld in Driebergen. In 1950 werd Berkhof rector van dit seminarium. Hij bleef dat tot 1960. In 1960 volgde zijn benoeming tot hoogleraar vanwege de Nederlandse Hervormde Kerk in Leiden. Berkhof werd benoemd voor de vakken dogmatiek en Bijbelse theologie. In 1981 ging hij met emeritaat.
In september 1940 trouwde Berkhof met Cornelia van den Berg. Zij kregen vier kinderen. In het voorwoord van zijn grote boek Christelijk Geloof maakte hij melding van de grote betekenis van zijn huwelijk voor zijn persoonlijk leven. Op de achtergrond was zijn vrouw de stille en werkzame kracht in zijn leven.

## Levensloop
Zijn biograaf dr. E.P. Meijering kende hem goed, want hij was een vriend, jongere collega en aangetrouwd familielid van Berkhof. Hij verdeelt het leven van Berkhof in vier perioden:
- Tot het einde van de Tweede Wereldoorlog
- De periode van 1945 tot 1960
- De jaren in Leiden als kerkelijk hoogleraar (1960-1981)
- De laatste levensjaren (1981-1995).

Onderstaand wordt deze indeling gevolgd. Aan de oorlogsjaren wordt apart aandacht besteed.

### Vormingsjaren
Berkhof werd geboren in het Gelderse Land van Maas en Waal als zoon van de onderwijzer Albertus Berkhof, en Arina Jacoba Los. Berkhof groeide op in Amsterdam, waar zijn vader als hoofdonderwijzer werkzaam was in Amsterdam-Noord bij de Vrije christelijke school. Tevens was zijn vader ouderling in de hervormde gemeente. Zijn ouders waren van een mild confessioneel type.
Na de lagere school bezocht Berkhof van 1925-1931 het Gereformeerd Gymnasium aan de Keizersgracht. Op deze school maakte hij de indringende discussie binnen de Gereformeerde Kerken in Nederland rond de persoon van Dr. Johannes Gerardus Geelkerken (1879-1960) mee. In 1926 werd Geelkerken geschorst in verband met zijn visie op Genesis 3 en het spreken van de slang in het paradijs. Uit deze schorsing ontstond het zogenoemde Hersteld Verband, een beweging waar ook ds. Jan Buskes lid van was.
Aanvankelijk wilde Berkhof klassieke talen studeren. Als zesde-klasser las hij echter Nietzsche's Also sprach Zarathustra. Door dit boek kwam bij Berkhof de vraag naar de laatste waarheid en de zin van het leven sterk naar boven. Hij besloot theologie te gaan studeren, mede om antwoorden te krijgen op fundamentele levensvragen.
Op 17-jarige leeftijd ging hij theologie studeren aan de stedelijke Universiteit van Amsterdam. In juni 1932 legde hij daar propedeutisch examen af. Vervolgens koos hij voor Leiden om zijn theologiestudie voort te zetten. In zijn Leidse jaren legde hij contacten met allerlei richtingen. Hij was onder meer lid van de Amsterdamse studentenvereniging S.S.R.A., en een discussiegroep van links-vrijzinnige medestudenten, en bezocht allerlei sekten en stromingen. De waarheidsvraag hield hem in zijn Leidse tijd indringend bezig.
Na het afleggen van het kerkelijke examen voelde Berkhof zich nog te onzeker voor het predikantschap. Hij ging verder met zijn doctoraal examen. Vooral kerkgeschiedenis en de geschiedenis van het dogma hadden zijn interesse. In deze tijd onderging hij de invloed van Oepke Noordmans en Karl Barth. In 1937 ging hij in Berlijn studeren. Berkhof zag deze periode als meest beslissende in zijn theologische ontwikkeling. In Duitsland kwam hij in contact met de leidende figuren van de zogenoemde Bekennende Kirche, een beweging in de Duitse kerk die zich mede onder leiding van Karl Barth krachtig heeft verzet tegen de nazi's. Hij volgde colleges bij onder andere Hans Asmussen, Wilhelm Niesel en Heinrich Vogel. Deze mannen moesten hun onderwijs soms afwisselen met verblijf in de gevangenis. Ook kwam Berkhof in deze tijd in contact met ds Martin Niemöller, een van de mensen die later het kerkelijke verzet tegen Hitler hebben georganiseerd. Na een half jaar moest Berkhof zijn studie in Duitsland afbreken omdat hij wegens opruiende activiteiten door de Gestapo werd gezocht. Terug in Nederland ging hij schrijven en waarschuwen tegen het nationaalsocialisme.
Op 16 oktober 1938 deed de 24-jarige Berkhof intrede als hervormd predikant in de gemeente van Lemele (Overijssel). Vooral de wekelijkse preekvoorbereiding nam veel tijd in beslag. Ook vervulde hij diverse spreekbeurten die meestal over de roeping van de kerk handelden. Vanuit de universiteit van Leiden deed dr. Hendrik Kraemer een dringend beroep op Berkhof om zich te specialiseren in de kerkgeschiedenis. Tevens vroeg Kraemer om een handboek kerkgeschiedenis voor de Indonesische kerken. Berkhof heeft aan dit verzoek van Kraemer gehoor gegeven en schreef een belangrijk overzichtswerk:Geschiedenis der kerk (eerste druk 1942). In 1939 promoveerde hij bij prof.dr. J.N. Bakhuizen van den Brink, op een dissertatie over Eusebius van Caesarea, de geschiedschrijver van de vroege kerk.

### Oorlogsjaren
De oorlogsjaren zijn, naar bleek uit mededelingen van Bert Berkhof (de zoon van Berkhof) in 1980, bijzonder ingrijpend geweest voor Berkhof. In de eerste plaats is hij in september 1940 getrouwd met Cornelia van den Berg. In zijn vrouw heeft Berkhof een levenslange levensgezel gevonden. Zijn grote werk Christelijk geloof is aan haar opgedragen.
In een preek, op 6 oktober 1940 in de Hervormde kerk van Ommen, over Matteüs 10 vers 16 zegt Berkhof onwelgevallige dingen jegens de Duitse bezetter. De boodschap van de preek werd door verraders aan de Duitsers doorgebriefd. Berkhof werd op 21 oktober 1940 door de Sicherheitsdienst opgepakt en zat enkele maanden gevangen in een politiecel in Enschede. In deze tijd kon hij zijn boek over kerkgeschiedenis voltooien. In de loop van 1941 zou Berkhof worden overgebracht naar de gevangenis van Scheveningen, maar onderweg, in de buurt van Hoevelaken, verongelukte de auto waar hij in werd vervoerd. Als door een wonder werd hij gespaard. Naar hij later in de familiekring getuigde heeft hij daar bij Hoevelaken een engel gezien die hem op zijn pad droeg. Berkhof kwam in Zwolle in het ziekenhuis terecht en werd op 9 juni 1941 vrijgesproken door het Landesgericht in Zwolle.
Berkhof was echter niet van zins om in woord en daad een toontje lager te zingen. Na zijn vrijlating bleef hij waarschuwen tegen het gevaar van het fascisme. In de periode 1942-1943 moest hij onderduiken. Tijdens deze periode schreef hij de studie De Kerk en de Keizer, die na de oorlog uitkwam (eerste uitgave 1946). In deze studie gaat Berkhof in op de verhouding kerk en staat en op de vraag of theocratie en tolerantie zich met elkaar verdragen. Het boek viel destijds in goede aarde. Berkhof wist zich in de oorlogsjaren zeer sterk verbonden met de Bekennende Kirche, de kerk in Duitsland die krachtig verzet aantekende tegen het nazibewind. Een van de belangrijkste woordvoerders van deze beweging, Dietrich Bonhoeffer, werd in 1945 door de nazi's geëxecuteerd.

### Jaren na de oorlog (1945-1960)
Na de Tweede Wereldoorlog was Berkhof aanvankelijk een groot voorstander van een min of meer theocratische staat. Dit mede als antwoord op de verschrikkingen van de achterliggende oorlog. Hij wilde het Evangelie mede dienstbaar maken om dictatuur en onrecht te voorkomen. Ook mensen als Van Ruler, Koopmans en Eykman dachten sterk in theocratische richting. Al snel echter liet Berkhof deze gedachten varen. Onder invloed van Karl Barth koos Berkhof uiteindelijk voor de democratie als meest gewenste staatkundige vormgeving.
Sedert de jaren dertig van de 20e eeuw deed Karl Barth zijn invloed gelden. Ook Berkhof heeft de werken van Barth verslonden. Hoewel de invloed van Barth op Berkhof groot is geweest, nam hij ook de nodige afstand. Barth was sterk objectiverend in prediking en zielzorg. In zijn boekje Crisis der middenorthodoxie (1952) nam Berkhof duidelijk afstand van deze objectiverende lijn in de theologie van Barth. Berkhof vroeg naast de nadruk van Barth op het werk van Christus ook duidelijk aandacht voor het werk van de Heilige Geest en de ervaringsaspecten van het Evangelie.
Na de oorlog werd Berkhof docent aan het seminarium Kerk en Wereld in Driebergen, opgericht door Willem Banning en Wim Kist. Tevens was hij predikant voor de Nederlandse Hervormde Kerk in Zeist. Binnen dit centrum was de doorbraakgedachte actueel. Berkhof gaf tot 1960 leiding aan dit seminarium.

### Hoogleraar in Leiden

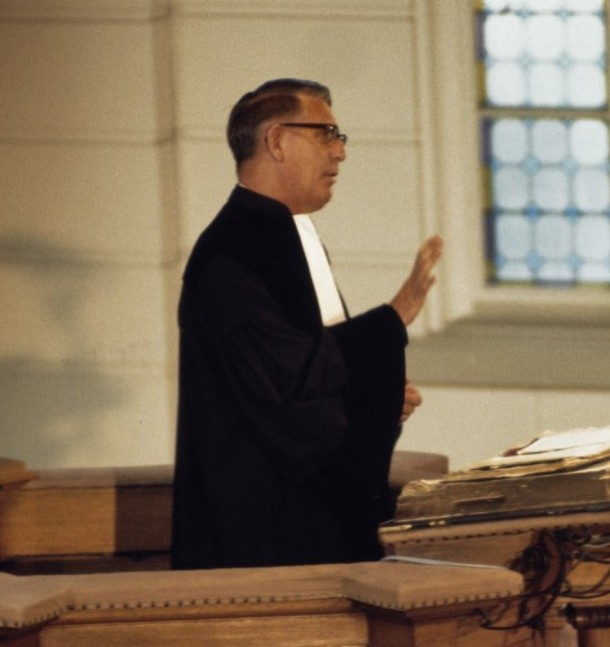
Berkhof preekt tijdens de doop van Prins Maurits in de Grote Kerk te Apeldoorn.

Van 1960 tot 1982 was hij kerkelijk hoogleraar in Leiden. Hij doceerde systematische theologie. Hier kwam ook zijn hoofdwerk, Christelijk geloof tot stand. Dit is een van de belangrijkste dogmatische handboeken in de Nederlandstalige wereld. Bovendien is het vertaald in verschillende andere talen.

### Emeritaat en overlijden
In zijn laatste levensjaren heeft Berkhof theologisch vooral gewerkt aan zijn magnum opus Christelijk geloof. Dit levenswerk verkreeg in 1985 zijn definitieve vorm. In 1990 trof hem een herseninfarct. Daardoor leefde hij de laatste jaren van zijn leven verregaand geïsoleerd van de buitenwereld.

## Verschillende belangrijke publicaties van Berkhof
- Die Theologie des Eusebius von Caesarea (dissertatie, 1939)
- Geschiedenis der kerk (eerste uitgave 1942, laatste door Berkhof alleen bewerkte uitgave 1955, daarna tot 1975 samen met dr. O.J.de Jong, die na 1975 het boek grondig bewerkte en onder eigen naam voortzette)
- De Kerk en de Keizer (eerste uitgave 1946)
- Crisis der middenorthodoxie (eerste uitgave 1952 er verschenen vier drukken van dit geschrift)
- Christus en de machten (eerste uitgave 1952)
- Gedachtewisseling over de positie en problemen van de Gereformeerde Bond in de Hervormde kerk tussen H. Berkhof en G. Boer (eerste uitgave 1956)
- Christus de zin van de geschiedenis (eerste uitgave 1958, vijfde druk 1966)
- De mens onderweg: een christelijke mensbeschouwing (eerste uitgave 1960, vijfde druk 1969)
- De katholiciteit van de kerk (eerste uitgave 1962)
- De leer van de Heilige Geest (eerste uitgave 1964)
- Gegronde verwachting. Schets van een christelijke toekomstleer (eerste uitgave 1967)
- Christelijk geloof: een inleiding tot de geloofsleer (eerste uitgave 1973, laatste uitgave 2007). Daarop is gereageerd in Weerwoord: reacties op Dr. H. Berkhof's Christelijk geloof. Aangeboden aan prof. dr. H. Berkhof ter gelegenheid van zijn 60ste verjaardag (1974)
- Bruggen en bruggehoofden: een keuze uit de artikelen van Prof. dr. H. Berkhof uit de jaren 1960 - 1981 (1981)

Talloze van Berkhofs boeken zijn in het Engels vertaald.

## Betekenis van Berkhof voor de theologie

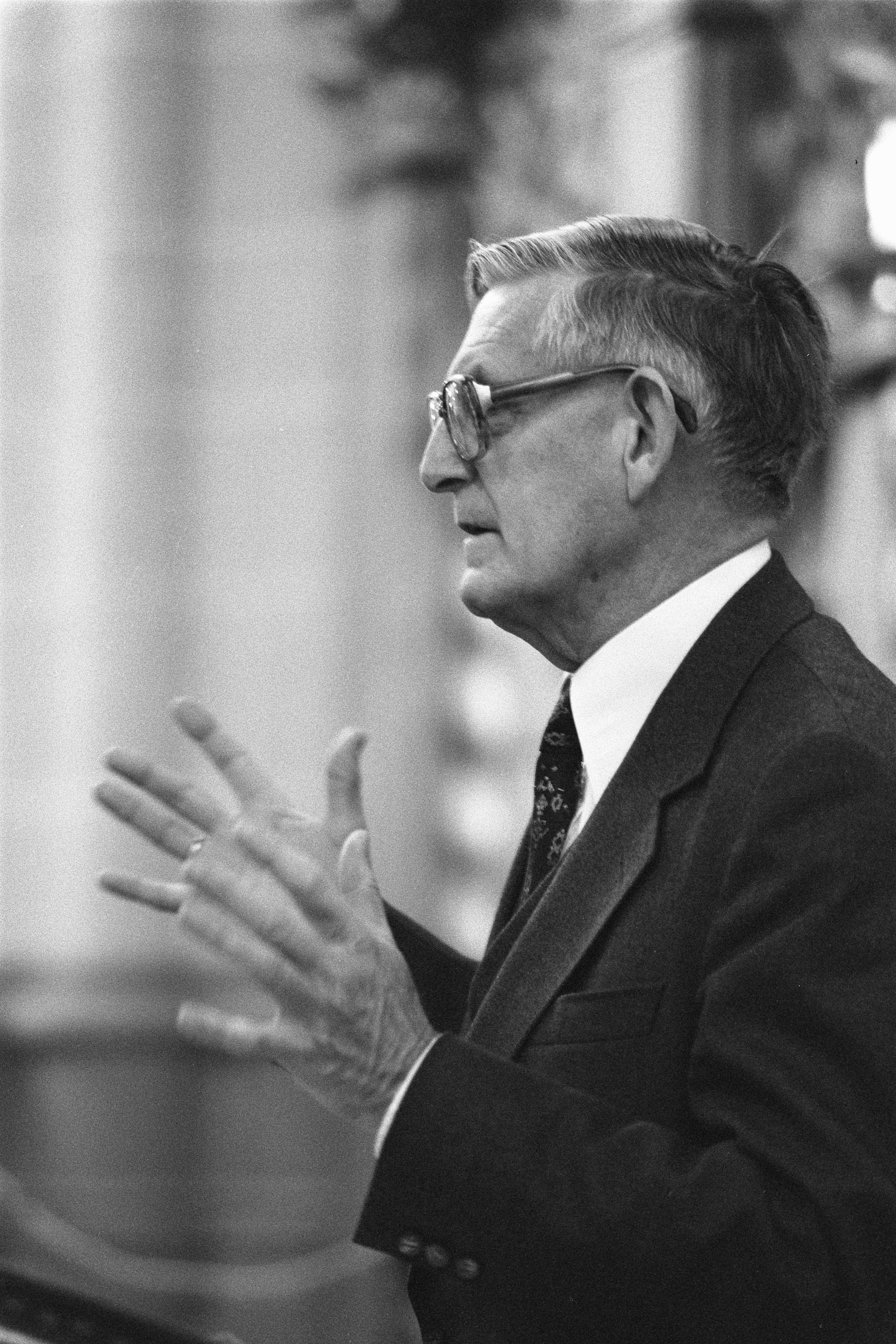
Berkhof in 1980

Door zijn contacten met de Wereldraad van Kerken had Berkhof ook internationaal veel invloed. Hij was vooral belangrijk omdat hij vele tegenstellingen wist te overbruggen door te zoeken naar synthese.
Tijdens zijn leven heeft hij 16 leerlingen begeleid in hun promotie. Enkele van zijn promovendi waren: N.T. Bakker, A. van de Beek, G.D.J. Dingemans, A. Geense, H.W. de Knijff en H.H. Miskotte. dr. E.P. Meijering bezocht Berkhof, vanaf 1990, elke 14 dagen in het verpleeghuis. Mede naar aanleiding daarvan schreef hij in 1997 een theologische biografie over Berkhof.